# Anthony Ogogo
Anthony Osejua Ojo Ogogo, noto semplicemente come Anthony Ogogo (Lowestoft, 24 novembre 1988), è un wrestler ed ex pugile britannico di origini nigeriane sotto contratto con la All Elite Wrestling.

## Carriera

### Pugilato
| Risultato | Record | Avversario       | Metodo              | Data             | Round | Città              | Note                            |
| --------- | ------ | ---------------- | ------------------- | ---------------- | ----- | ------------------ | ------------------------------- |
| Sconfitta | 11–1   | Craig Cunningham | KO                  | 22 ottobre 2016  | 8     | Birmingham         | Per il titolo dei pesi medi WBC |
| Vittoria  | 11–0   | Bronislav Kubin  | KO                  | 23 luglio 2016   | 2     | Berlino            |                                 |
| Vittoria  | 10–0   | Frane Radnić     | KO                  | 25 giugno 2016   | 1     | Londra             |                                 |
| Vittoria  | 9–0    | Gary Cooper      | KO                  | 28 maggio 2016   | 3     | Glasgow            |                                 |
| Vittoria  | 8–0    | Ruslan Schelev   | Decisione (unanime) | 18 luglio 2015   | 6     | Halle              |                                 |
| Vittoria  | 7–0    | Wayne Reed       | KO                  | 12 luglio 2014   | 5     | Liverpool          |                                 |
| Vittoria  | 6–0    | Jonel Tapia      | KO                  | 3 maggio 2014    | 3     | Paradise           |                                 |
| Vittoria  | 5–0    | Greg O'Neill     | Decisione (punti)   | 1º marzo 2014    | 6     | Glasgow            |                                 |
| Vittoria  | 4–0    | Dan Blackwell    | Decisione (punti)   | 14 dicembre 2013 | 6     | Londra             |                                 |
| Vittoria  | 3–0    | Gary Boulden     | KO                  | 13 luglio 2013   | 5     | Kingston-upon-Hull |                                 |
| Vittoria  | 2–0    | Edgar Perez      | Decisione (unanime) | 18 maggio 2013   | 6     | Atlantic City      |                                 |
| Vittoria  | 1–0    | Kieron Gray      | KO                  | 27 aprile 2013   | 2     | Sheffield          |                                 |

## Palmarès
- Giochi olimpici
  - 2012: terzo posto nella categoria pesi medi
- Giochi del Commonwealth
  - 2010: secondo posto nella categoria pesi medi